# Досуг в Москве (справочник)
Досуг в Москве — справочное издание (справочник), предназначенное как для жителей Москвы, так и для приезжих. Выходило в издательстве «Московский рабочий» с 1985 года, выдержало несколько изданий. Содержит подробные списки различных культурных объектов Москвы с адресами и графиками работы, а также их краткие описания и исторические справки о наиболее интересных. Издание снабжено картами-схемами.
В настоящее время издание представляет уже краеведческий интерес.

## Авторский коллектив
- Александр Викторович Анисимов
- Андрей Владимирович Лебедев
- Татьяна Николаевна Павлова
- Оксана Васильевна Чумакова

## Рецензенты
- В. Э. Кильпе — главный архитектор проектов управления «Моспроект-2»
- В. Я. Румянцев — начальник орготдела Главного управления культуры Мосгорисполкома
- В. А. Откаленко — начальник отдела физического воспитания населения Спорткомитета г. Москвы

## Содержание
- Введение
- Учреждения культуры и искусства (А. В. Анисимов)
  - Театры
  - Концертные залы
  - Цирки
  - Музеи
- Культурно-просветительные учреждения (А. В. Лебедев)
  - Кинотеатры
  - Выставки
  - Библиотеки
  - Клубные учреждения
  - Экскурсионное обслуживание
  - Дом политического просвещения и лектории
- Спортивные сооружения и места сезонного отдыха (О. В. Чумакова)
  - Спортивные сооружения
  - Места активного отдыха
  - Рыболовство
  - Катки
  - Места катания на лыжах
- Парки культуры и отдыха, сады и лесопарки (Т. Н. Павлова)
  - Парки культуры и отдыха
  - Сады
  - Лесопарки

## Издания
1985
- Досуг в Москве: Справочник / А. В. Анисимов, А. В. Лебедев, Т. Н. Павлова, О. В. Чумакова; Художник И. Капустянский. — М.: «Московский рабочий», 1985. — 352 с. — 50 000 экз. (в пер.)

1987
- Досуг в Москве: Справочник / А. В. Анисимов, А. В. Лебедев, Т. Н. Павлова, О. В. Чумакова; Художник И. Капустянский. — Изд. 2-е, доп. и перераб. — М.: «Московский рабочий», 1987. — 384 с. — 50 000 экз.

1989
- Досуг в Москве: Справочник / А. В. Анисимов, А. В. Лебедев, Т. Н. Павлова, О. В. Чумакова; Художник И. Капустянский; Автор карт-схем А. Лебедев. — Изд. 3-е, доп. и перераб. — М.: «Московский рабочий», 1989. — 384, [32] с. — 100 000 экз. — ISBN 5-239-00189-8. (обл.)